# Lev Pontrjagin

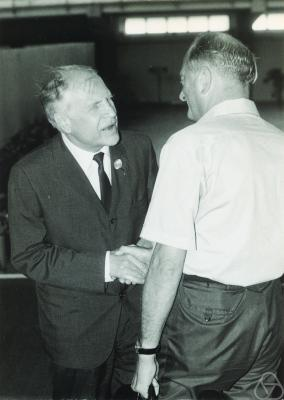

Lev Semjonovitsj Pontrjagin (Russisch: Лев Семёнович Понтрягин) (Moskou, 3 september 1908 - aldaar, 3 mei 1988) was een Sovjet-Russische wiskundige.
Op veertienjarige leeftijd verloor Pontrjagin zijn gezichtsvermogen toen een primusbrander explodeerde. Ondanks zijn blindheid slaagde hij er met steun van zijn moeder Tatyana Andrejevna in om een wiskundige te worden. Zijn moeder las hem wiskundige boeken en artikelen voor, met name die van Heinz Hopf, J.H.C. Whitehead en Hassler Whitney).
Pontrjagin heeft belangrijke ontdekkingen in een aantal gebieden van de wiskunde op zijn naam staan, waaronder in de meetkundige delen van de topologie.